# Citronensäuretrimethylester
Citronensäuretrimethylester ist eine chemische Verbindung aus der Gruppe der Carbonsäureester.

## Vorkommen
Citronensäuretrimethylester ist einer der Bestandteile von Dioscorea opposita.

## Gewinnung und Darstellung
Citronensäuretrimethylester kann durch Reaktion von Citronensäure mit Methanol in Gegenwart von Salzsäure gewonnen werden.

## Eigenschaften
Citronensäuretrimethylester ist ein weißer kristalliner Feststoff, der sehr gut löslich in Ethanol und Diethylether ist.

## Verwendung
Citronensäuretrimethylester kann in Deodorants zur Geruchsminderung verwendet werden. Die Verbindung wird auch als Weichmacher für PVC verwendet.